# Ashley Young
Ashley Simon Young (* 9. července 1985 Stevenage) je anglický profesionální fotbalista, který hraje za anglický klub Ipswich Town FC. Mezi lety 2007 a 2018 odehrál také 39 utkání v dresu anglické reprezentace.

## Klubová kariéra
Narodil se a vyrůstal v hrabství Hertfordshire, svoji kariéru začal v týmu Watford FC. V lednu 2007 přestoupil do klubu Aston Villa FC, kde působil čtyři sezóny. 23. června 2011 podepsal smlouvu s Manchesterem United. V polovině sezóny 2019/2020 přestoupil do klubu Inter Milán.

## Reprezentační kariéra

### U21
Young odehrál deset zápasů za anglickou reprezentaci do 21 let.

### A-mužstvo
16. listopadu 2007 debutoval v anglické seniorské reprezentaci v přátelském utkání ve Vídni proti domácímu Rakousku (výhra 1:0).
Ashley Young se zúčastnil Mistrovství Evropy ve fotbale 2012 v Polsku a na Ukrajině. 22. března 2013 nastoupil v kvalifikačním zápase proti domácímu San Marinu, který skončil drtivým vítězstvím Anglie 8:0. Young vstřelil jeden gól.

### Reprezentační góly
Reprezentační góly A. Younga za A-mužstvo anglické reprezentace
| Gól  | Datum       | Stadion                                 | Soupeř     | Skóre (min.) | Výsledek | Soutěž                   |
| ---- | ----------- | --------------------------------------- | ---------- | ------------ | -------- | ------------------------ |
| 01.0 | 9. 2. 2011  | Parken, Kodaň, Dánsko                   | Dánsko     | 01:2 0(68.)  | 1:2      | přátelské utkání         |
| 02.  | 4. 6. 2011  | Wembley, Anglie                         | Švýcarsko  | 02:2 0(51.)  | 2:2      | kvalifikace na Euro 2012 |
| 03.  | 6. 9. 2011  | Wembley, Anglie                         | Wales      | 01:0 0(35.)  | 1:0      | kvalifikace na Euro 2012 |
| 04.  | 7. 10. 2011 | Podgorica, Černá Hora                   | Černá Hora | 00:1 0(11.)  | 2:2      | kvalifikace na Euro 2012 |
| 05.  | 29. 2. 2012 | Wembley, Anglie                         | Nizozemí   | 02:2 0(91.)  | 2:3      | přátelské utkání         |
| 06.  | 26. 5. 2012 | Ullevaal, Oslo                          | Norsko     | 00:1 0(9.)   | 0:1      | přátelské utkání         |
| 07.  | 22. 3. 2013 | Stadio Olimpico, Serravalle, San Marino | San Marino | 00:4 0(39.)  | 0:8      | kvalifikace na MS 2014   |